# Sátoraljaújhely
Sátoraljaújhely é uma cidade da Hungria, situada no condado de Borsod-Abaúj-Zemplén. Tem 73,46 km² de área e sua população em 2019 foi estimada em 13.972 habitantes.